# Karl Münchinger

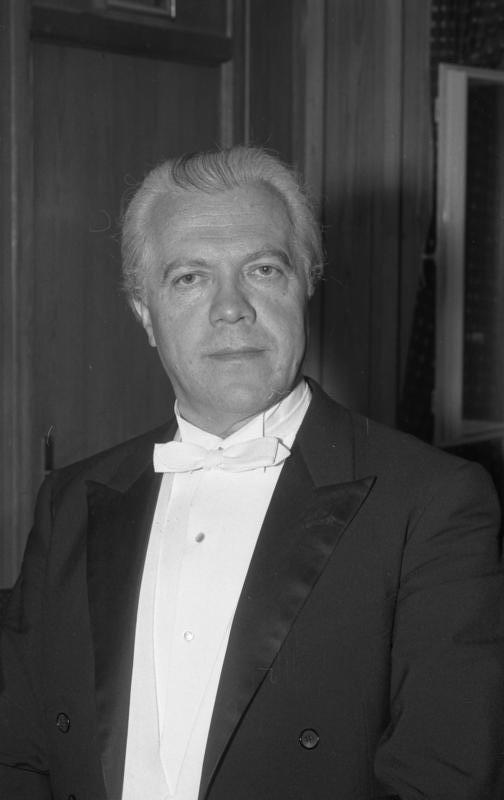
Karl Münchinger, 1968.

Karl Münchinger, född den 29 maj 1915 i Stuttgart, Tyskland, död den 13 mars 1990, var en tysk dirigent och grundare av Stuttgarter Kammerorchester 1945.

## Biografi
Münchinger studerade vid Hochschule für Musik i sin hemstad. I början var han ofta gästdirigent men försörjde sig även med andra uppgifter som organist och kyrkokörledare. År 1941 blev han chefsdirigent för Hannover Symphonieorchester, en post han innehade under de kommande två åren. Han hade inget annan uppdrag som dirigent fram till slutet av andra världskriget.
Samma år som kriget slutade, grundade han Stuttgarter Kammerorchester, som han byggde till en imponerande turnerande ensemble. Orkestern gjorde sin debut i Paris 1949 och sin amerikanska debut i San Francisco 1953. Under Münchingers ledning gjorde orkestern talrika inspelningar, främst under 1950- och 1960-talet, och mestadels av Bachs produktion. Till dessa kan räknas Brandenburg Concertos (tre gånger), orkestersviter, St. Matteuspassionen och Juloratoriet. Av hans och ensemblens icke-Bachutgåvor är, förmodligen den bästa och säkerligen den mest kända, den av Haydns är Skapelsen.
Münchingers stilistiska strategi för sin orkester var ganska lik de av hans något yngre samtida Raymond Leppard, Sir Neville Marriner, Claudio Scimone, och Jean-François Paillard, men visade ett extra inslag av tonal soliditet (för att inte nämna en våldsam stringens under repetitionerna liksom föreställningar) som kan ses som teutoniskt. Med det ökade intresset för 1700-talsinstrument, från 1970-talet och framåt, föll Münchingers tolkningar dramatiskt från kritikernas favör och avfärdades ofta som "passé", fast han alltid visade sig vara en fin, tuff, disciplinerad, och känslig musiker. Det har funnits mer djupgående fantasifulla tyska dirigenter än Münchinger, men det har varit mycket få som matchade hans genomgående höga standard i musiken.
År 1977 blev Stuttgarter Kammerorchester den första tyska ensemblen att besöka Folkrepubliken Kina. Münchinger gick i pension 1988, två år före sin död.